# Rotunda svatého Martina (Vyšehrad)
Rotunda svatého Martina se nachází na Vyšehradě, je nejstarší dochovanou rotundou na území Prahy. Od výstavby po současnou dobu budova prošla mnoha změnami, ať už architektonickými nebo způsobem využití. Rotunda byla postavena v románském slohu, díky pozdějším rekonstrukcím se povedlo tento sloh skrze reromanizaci uchovat. Momentálním majitelem je vyšehradská kapitula, v rotundě pravidelně probíhají mše a je možné po domluvě nahlédnout dovnitř.

## Historie

### Vznik
Rotunda pochází z konce 11. století, postavena za vlády knížete Vratislava II. Byla pravděpodobně založena tehdejším děkanem vyšehradské kapituly, knězem Martinem. Stáří ovšem není úplně jasné. Odvozuje se například od nálezu podobné podlahy ve svatovítské rotundě. Budova nejspíš sloužila jako farní kostel vyšehradského předhradí. Rotunda je zasvěcena sv. Martinovi, který podle legendy spatřil Ježíše Krista poté, co daroval půl svého pláště žebrákovi, nechal se pokřtít a kvůli neslučitelnosti víry a násilí odešel z armády, později se stal knězem a misionářem. Ve 12. a 13. století bylo její okolí využito jako hřbitov, jak dokazují pozdější archeologické nálezy.

### Skoro zánik
Rotunda byla vážně poškozena nájezdem husitů v roce 1420, kdy byly zbourány mnohé církevní stavby. Rotunda sv. Martina byla poškozena jen velmi málo v porovnání s jinými budovami, byla ovšem velmi poničena výzdoba a vyhnáni její opatrovníci. V roce 1528 byla poškozena ohněm, jak je psáno ve starých letopisech. Po tomto požáru byla znovuobnovena. V období třicetileté války pak sloužila jako skladiště střelného prachu. Roku 1719 byla pak kaple znovu obnovena, starý románský vstup byl nahrazen barokním portálem. V průběhu následujících let na ní pak byly provedeny i další opravy. Poté v roce 1757 byla nejen poškozena pruským vojskem, ale dokonce byla Josefem II., jako zbytečná kaple, odsvěcena. Dále sloužila jako skladiště, dílna či ubytování pro chudé. V roce 1841 měla být zbourána, aby uvolnila místo pro silnici, naštěstí se tak zásluhou hraběte Karla Chotka nestalo.

### Rekonstrukce roku 1875
V roce 1875 rotundu koupila za 500 zlatých Vyšehradská kapitula a konečně mohly začít historické renovace a reromanizace podle návrhů českého architekta a archeologa Antonína Bauma do stávající podoby. Celou renovaci finančně umožnil vyšehradský kanovník František Kočí. Kvádříkové zdivo bylo nově vyspárováno. Došlo k výměně barokního portálu za neorománský a výměně původních, kvůli silnici nepřístupných, dveří na západní straně. Také bylo prolomeno nové okénko na severní straně apsidy. Do oken lucerny byly vsazeny nové sloupky s náběžníkovými sedly. Okna dostala nové barevné vitráže a byly doplněny štukové římsy. Do lucerny byl umístěn nový zvon ulitý v Praze a nad takto opravenou lucernu byl vztyčen pozlacený kříž. Došlo také k rekonstrukci interiéru rotundy, inspirován Vyšehradským kodexem vyzdobil konchu biblickými výjevy Jan Heřman, který byl učedníkem mistra Hellicha, dalším, kdo se podílel na výzdobě, byl František Sequens. Uvnitř byl také umístěn novorománský oltář ze sliveneckého mramoru.

## Architektura

### Exteriér
Hlavní loď rotundy je válcovitého tvaru, celá stavba je zhotovena převážně z opukových kvádříků, výjimečně i z pískovcových. Výraznými prvky jsou apsida na východní straně a lucerna na vrcholu rotundy. Vnitřní průměr rotundy je 6,5 m a síla zdiva až 95 cm, apsida vystupuje z hlavní části o 2,2 m a je zaklenuta konchou. Na vrcholu se tyčí lucerna se čtyřmi okny s obnovenými sloupky s náběžníkovými sedly. Na plášti apsidy je možné vidět dochované původní lisény. V plášti apsidy jsou vsazena dvě okna, v hlavní části rotundy pak další tři okna, všechna jsou opatřena obnovenými vitrážemi a štukovou šambránou. Na jižní straně se nachází neorománský portál z hořického pískovce, s tympanonem, pro jehož tvorbu čerpal autor inspirace z Vyšehradského kodexu. Vedle okna, které se nachází nad portálem je možné spatřit zazděnou dělovou kouli, která byla ponechána jako památka na ničení prusů v roce 1757.

### Interiér
Uvnitř rotundy se nachází oltářní mensa ze sliveneckého mramoru, kterou vytvořil Jan Brejcha ze Slivence, ze stejného materiálu jsou vytvořeny i stupně. Vnitřek presbyteria je opatřen malbami z 19. století od Jana Heřmana, za spolupráce Josefa Hellicha. Na stěně apsidy, nad oltářem je malba sv. Martina, jemuž je rotunda zasvěcena, na klenbě je pak malba žehnajícího Ježíše Krista s anděli po obou stranách.

## Galerie

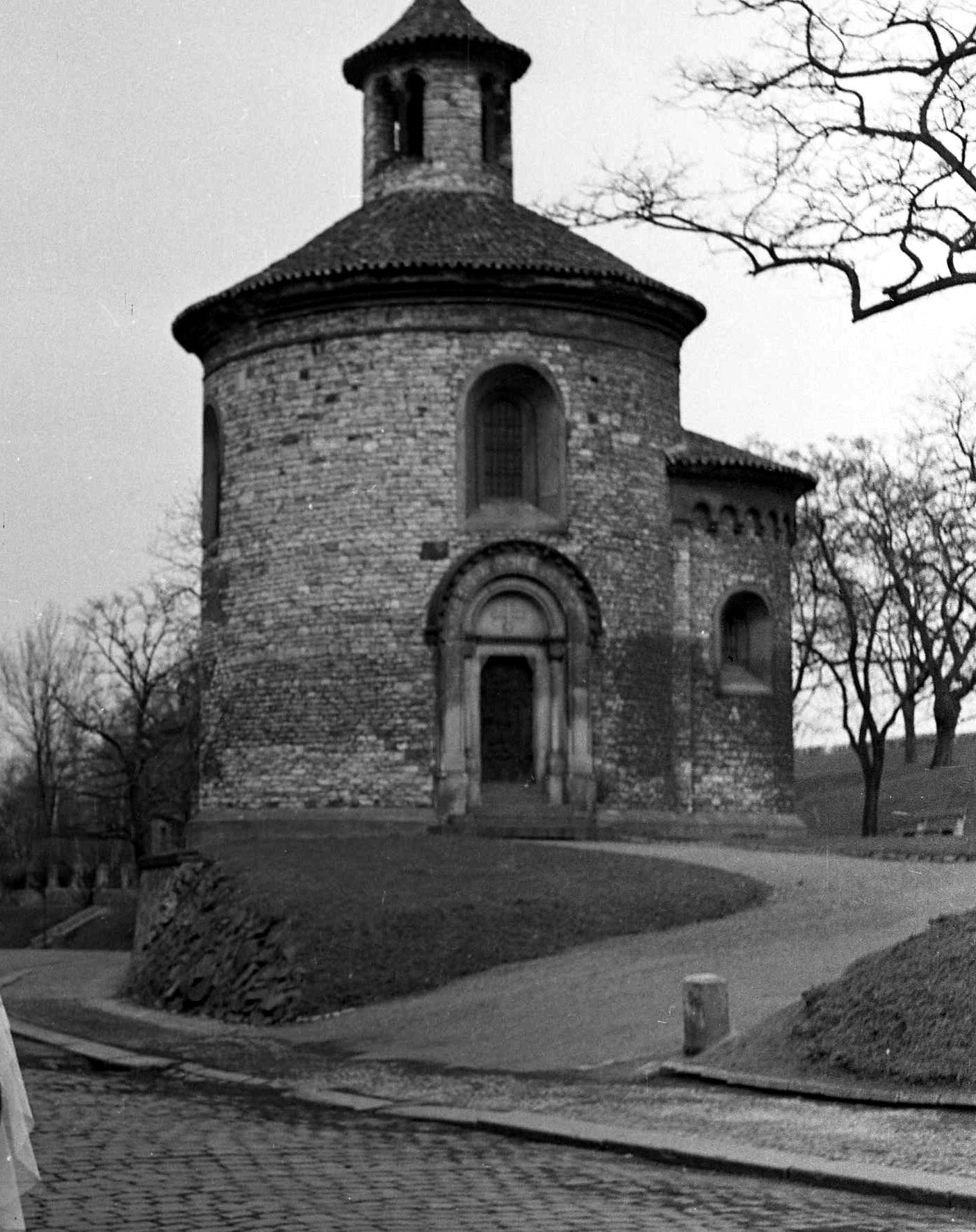
Rotunda v roce 1958
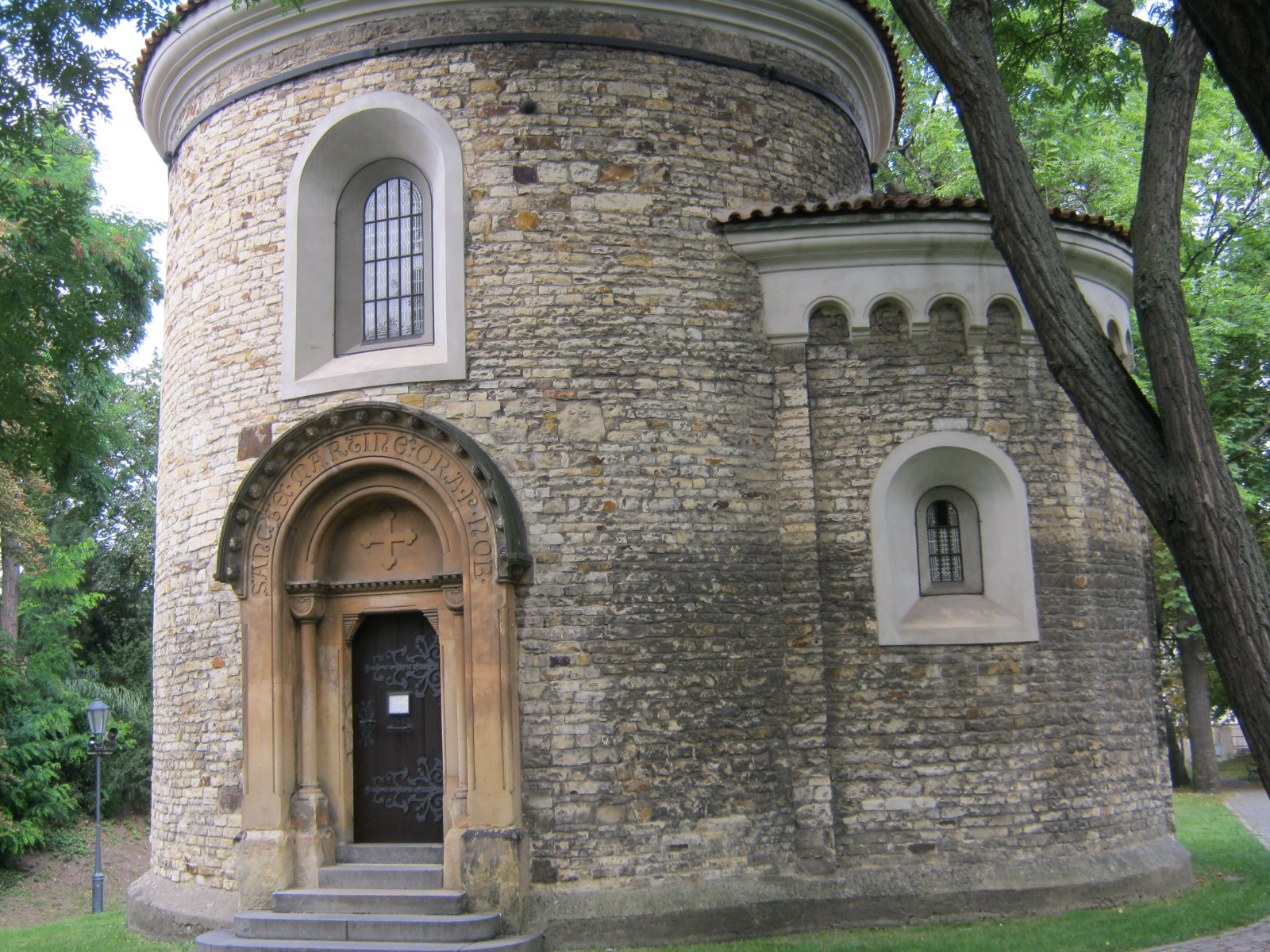
Detail vchodu a apsidy
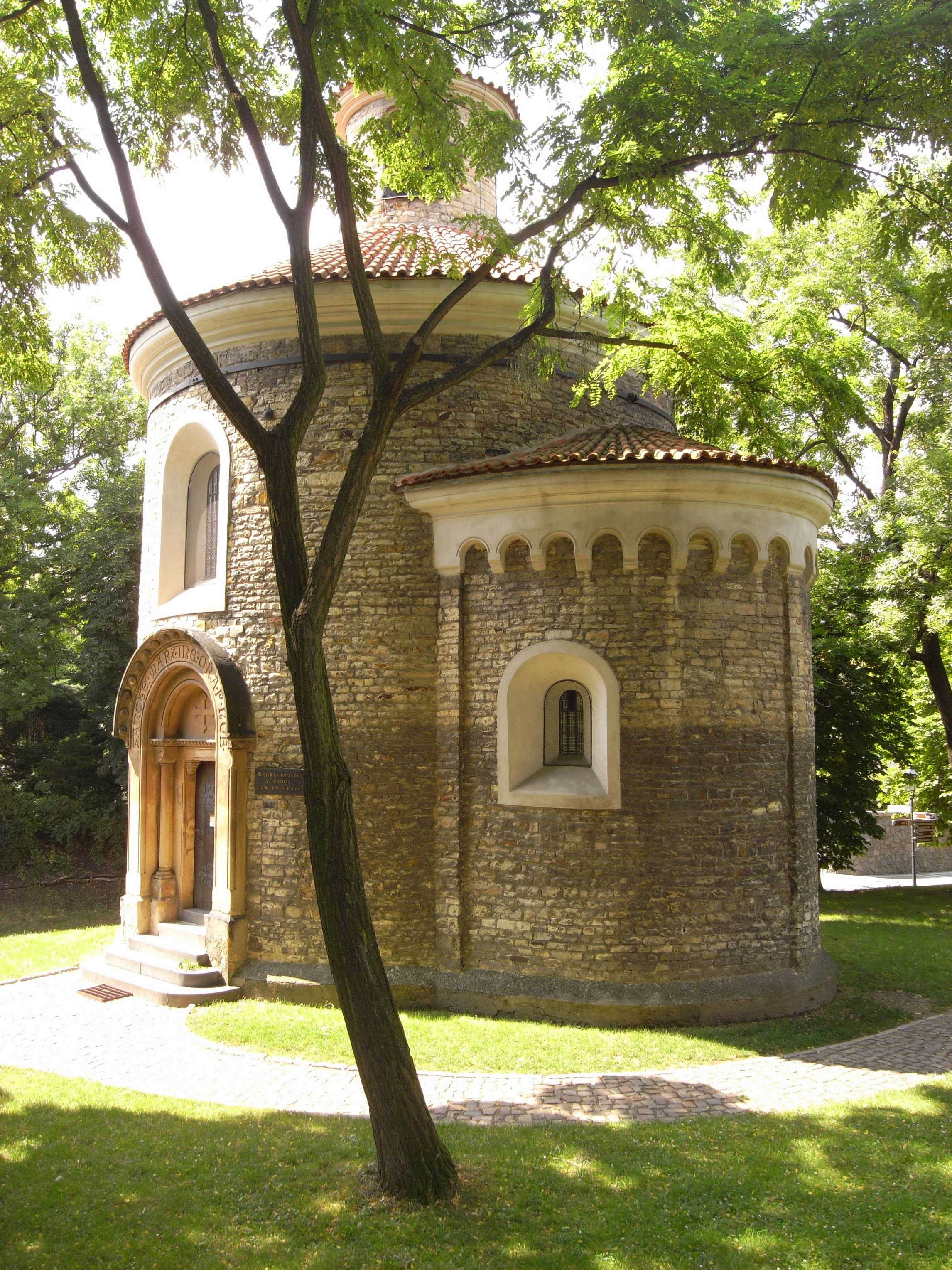
Jihovýchodní pohled
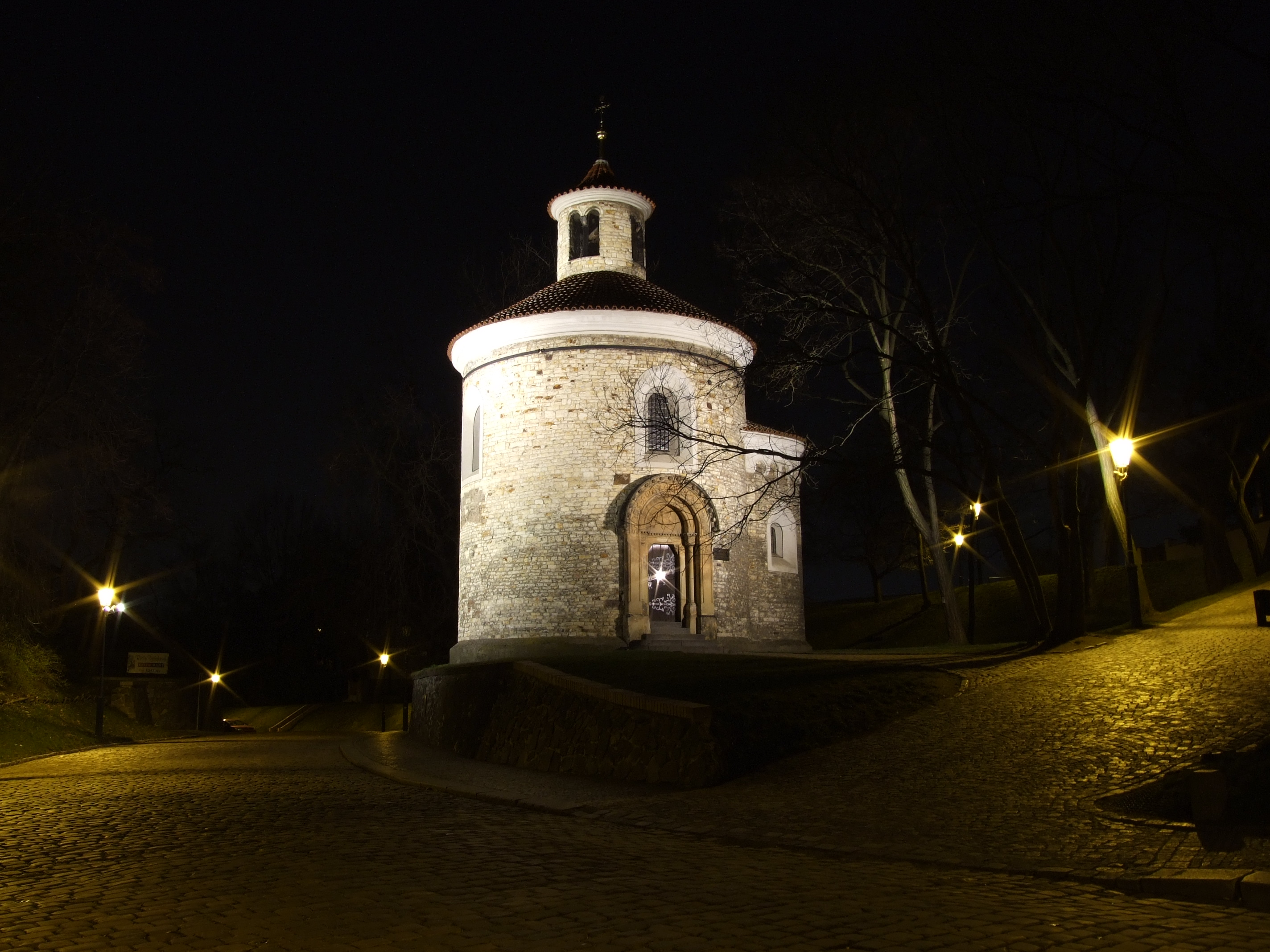
Rotunda v noci

### Detaily

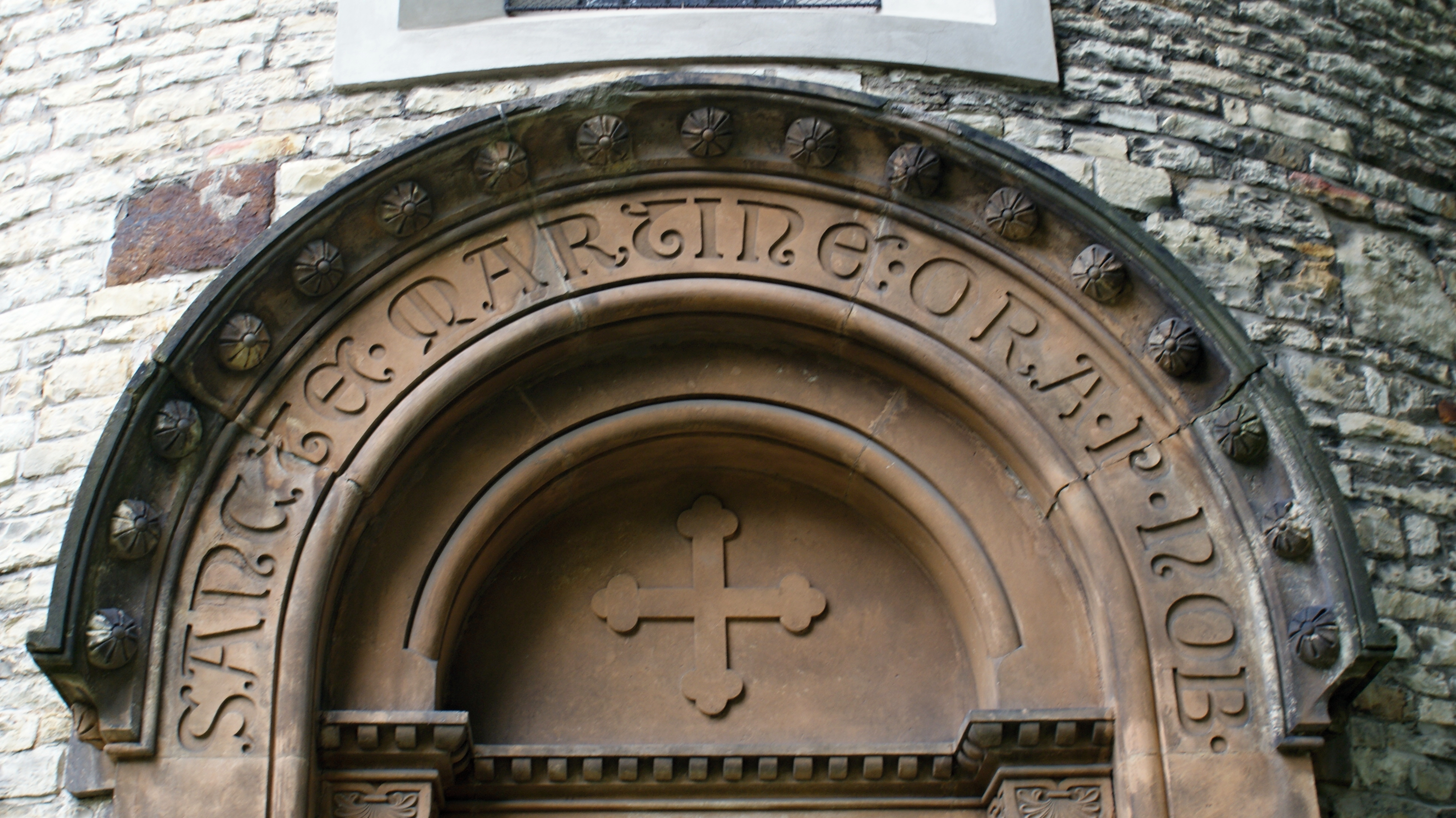
Tympanon nad portálem (nápis: SANCTE MARTINE ORA P NOB)
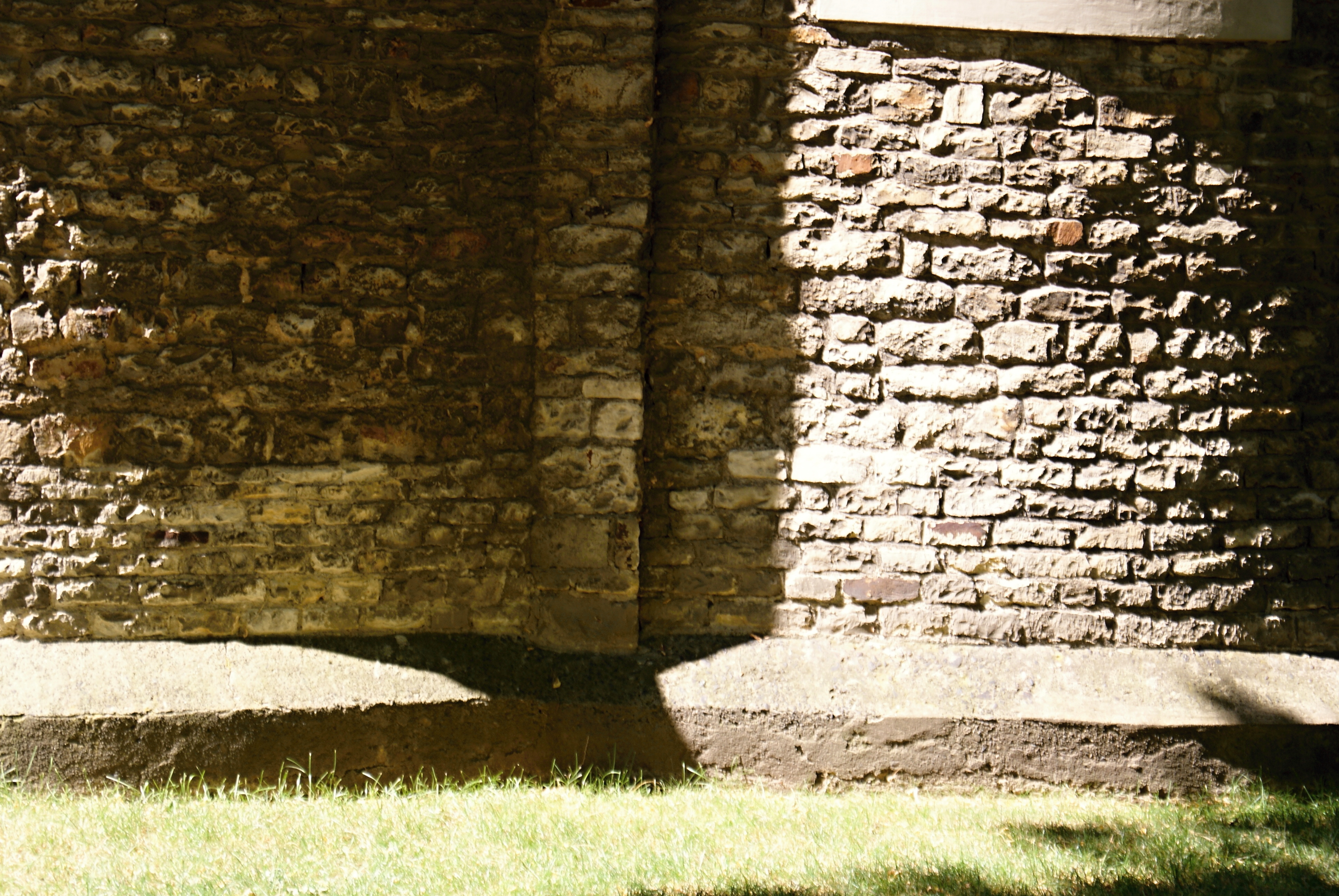
Kvádříkové zdivo
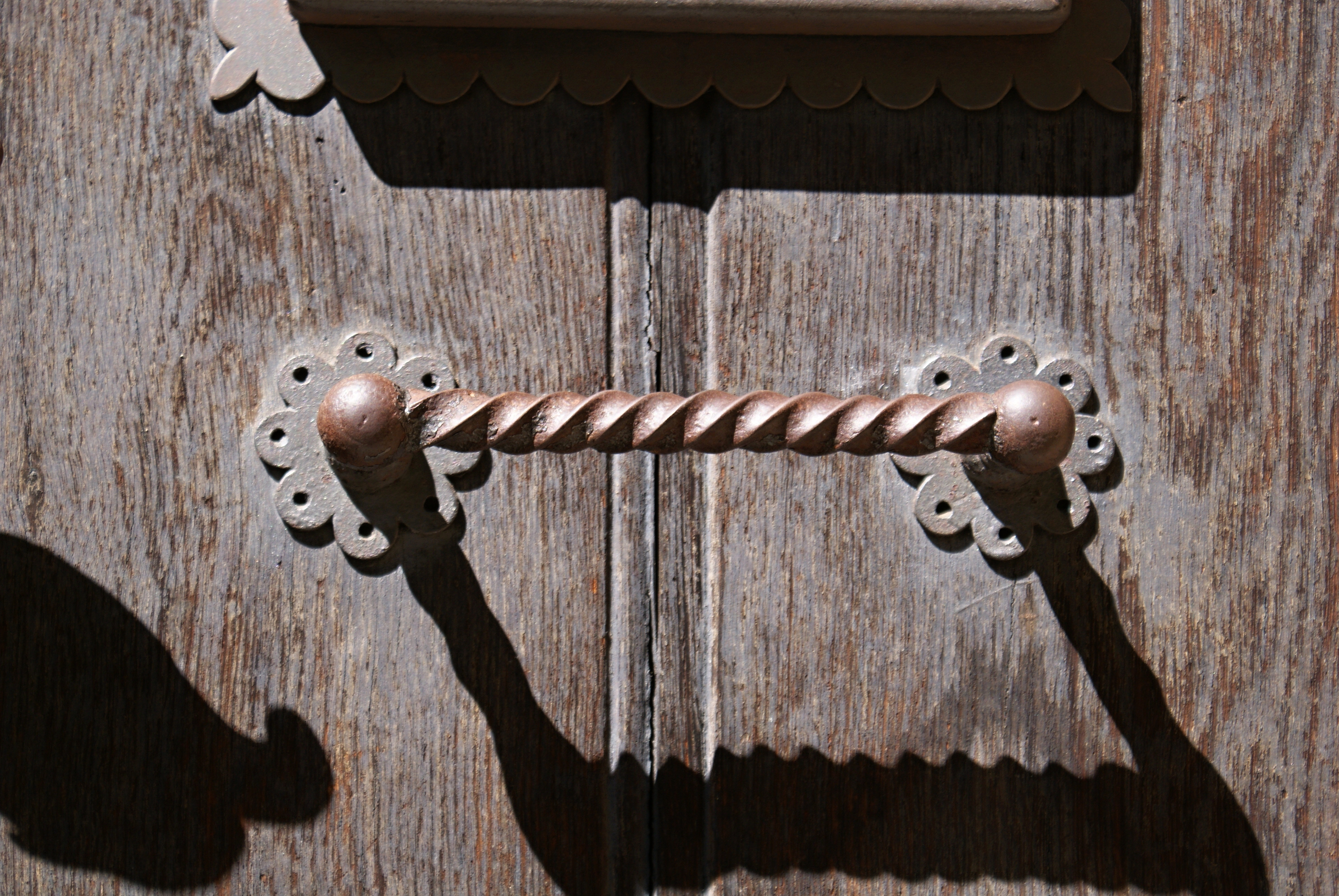
Madlo dveří
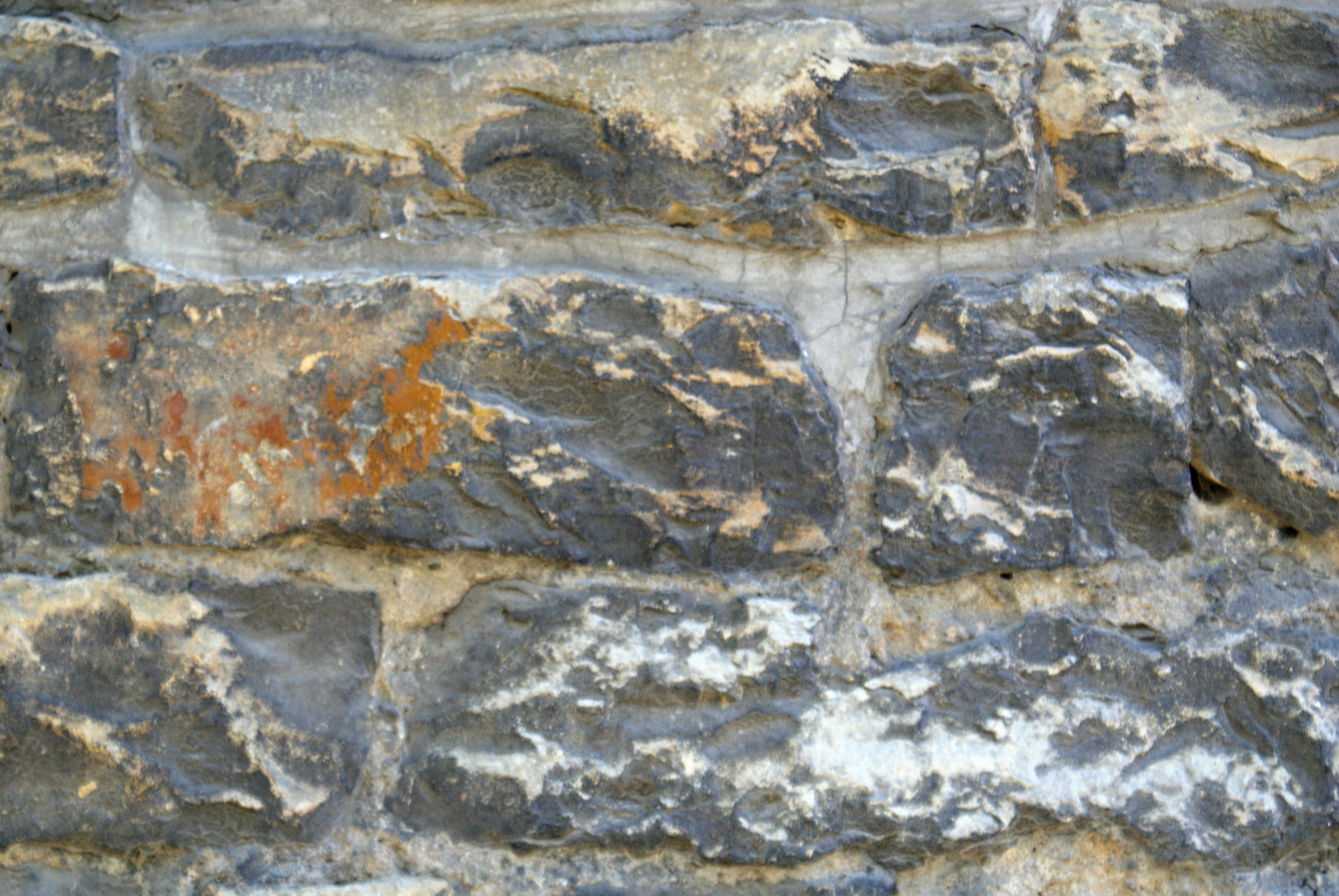
Detail kvádříků zdiva
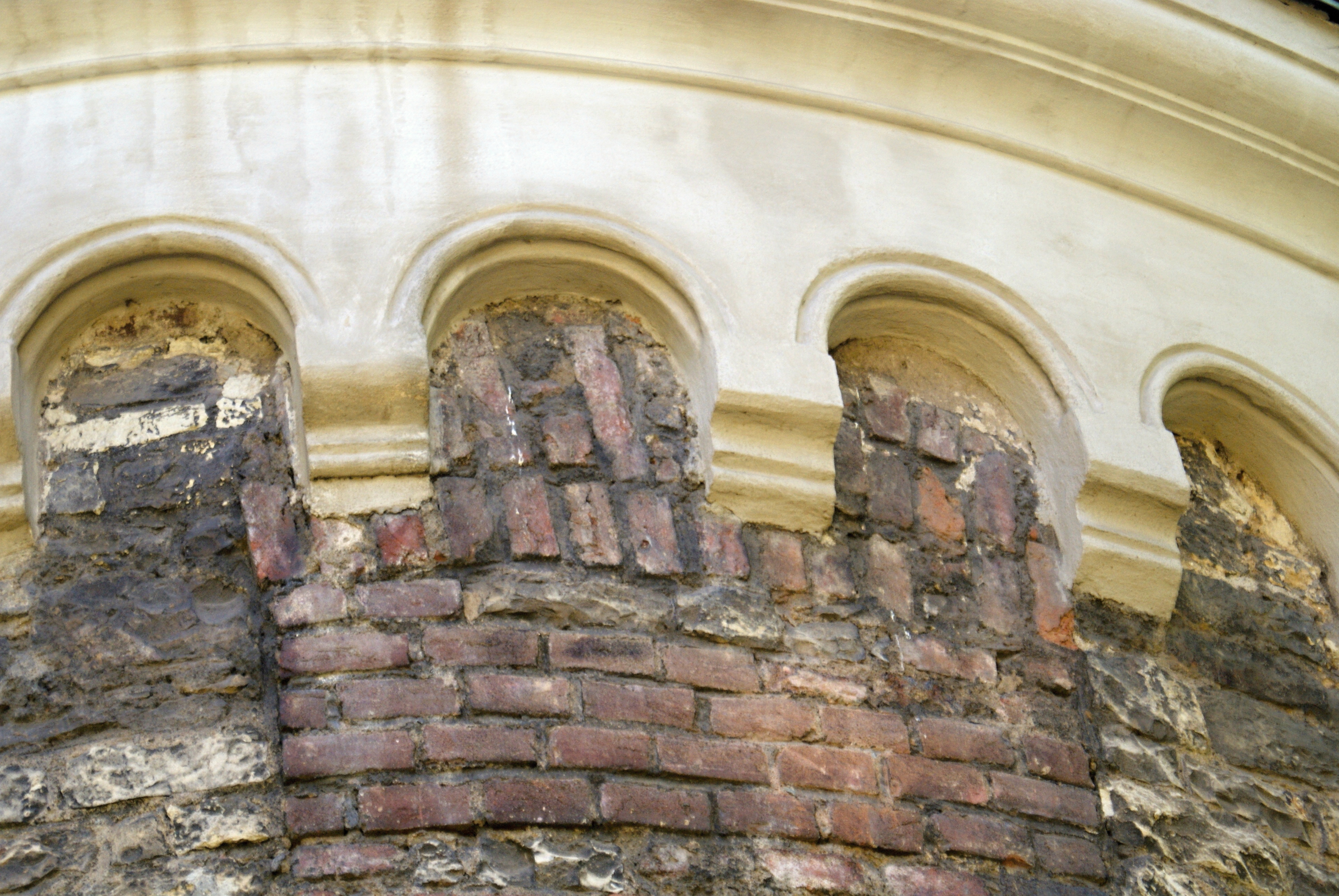
Obloučkový vlys apsidy
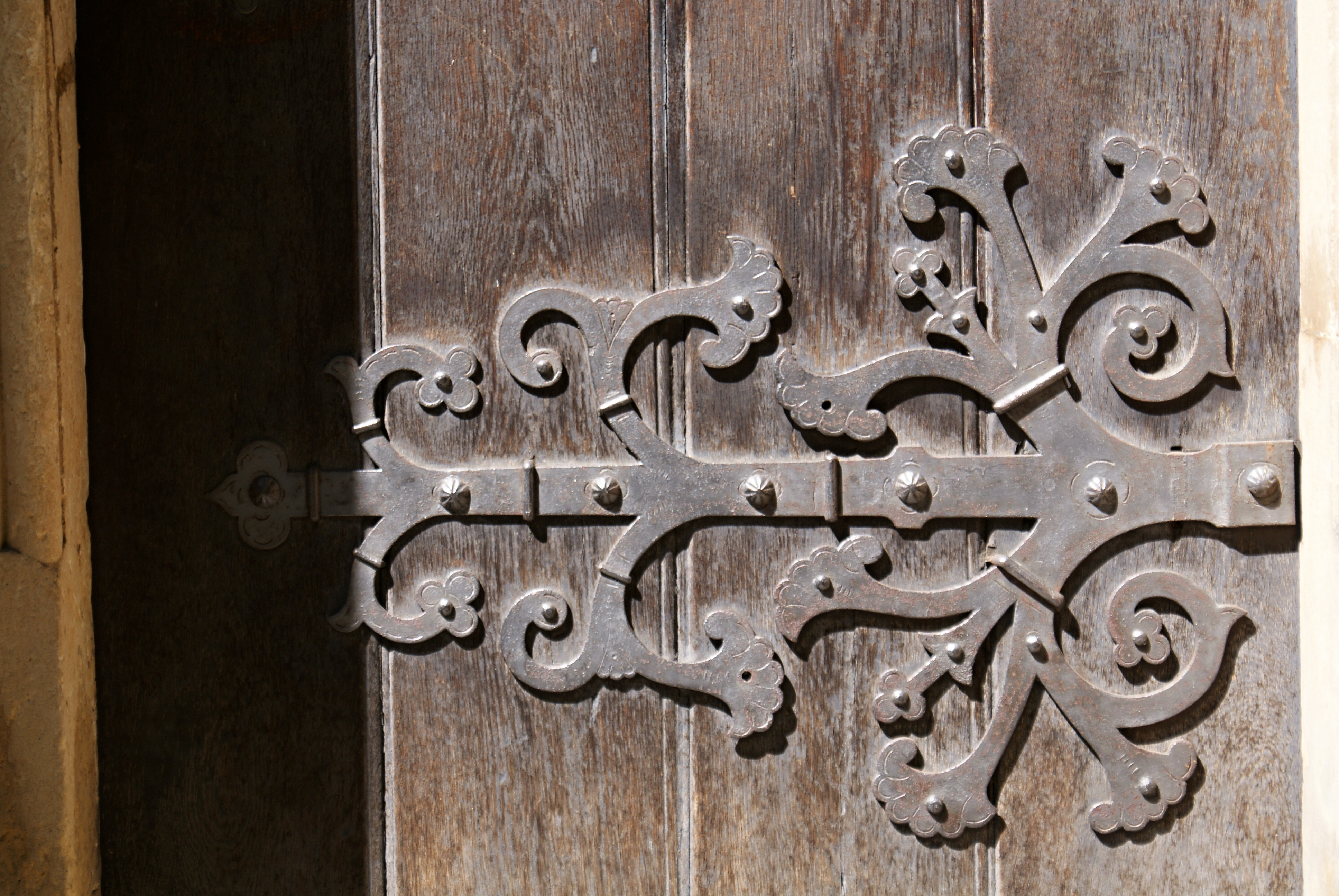
Novorománské kování dveří